# NGC 3349/1
NGC 3349/1 је спирална галаксија у сазвежђу Лав која се налази на NGC листи објеката дубоког неба.
Деклинација објекта је + 6° 45' 47" а ректасцензија 10h 43m 50,6s. Привидна величина (магнитуда) објекта NGC 3349 износи 14,5 а фотографска магнитуда 15,2. NGC 33491 је још познат и под ознакама MCG 1-28-2, CGCG 38-2, VV 514, PGC 31989.